# Siévoz
Siévoz ist eine französische Gemeinde mit 134 Einwohnern (Stand: 1. Januar 2022) im Département Isère in der Region Auvergne-Rhône-Alpes (vor 2016 Rhône-Alpes). Sie gehört zum Arrondissement Grenoble und zum Kanton Matheysine-Trièves.

## Geographie
Die Gemeinde Siévoz liegt am Westende des Écrins-Massivs der Dauphiné-Alpen, etwa 33 Kilometer südsüdöstlich von Grenoble an der Bonne, die die Gemeinde im Süden begrenzt. Hier mündet auch ihr Nebenfluss Roizonne. Umgeben wird Siévoz von den Nachbargemeinden Nantes-en-Ratier im Westen und Norden, La Valette im Norden, Oris-en-Rattier im Nordosten, Valbonnais im Osten sowie Saint-Laurent-en-Beaumont im Süden.

## Bevölkerungsentwicklung
| Jahr                       | 1962 | 1968 | 1975 | 1982 | 1990 | 1999 | 2006 | 2014 | 2021 |
| -------------------------- | ---- | ---- | ---- | ---- | ---- | ---- | ---- | ---- | ---- |
| Einwohner                  | 145  | 140  | 107  | 102  | 102  | 116  | 132  | 132  | 133  |
| Quellen: Cassini und INSEE |      |      |      |      |      |      |      |      |      |

## Sehenswürdigkeiten
- Kirche Saint-Jean-Baptiste
- Kapelle Saint-Sauveur im Ortsteil Le Haut Siévoz
- zwei ehemalige Eisenbahnbrücken

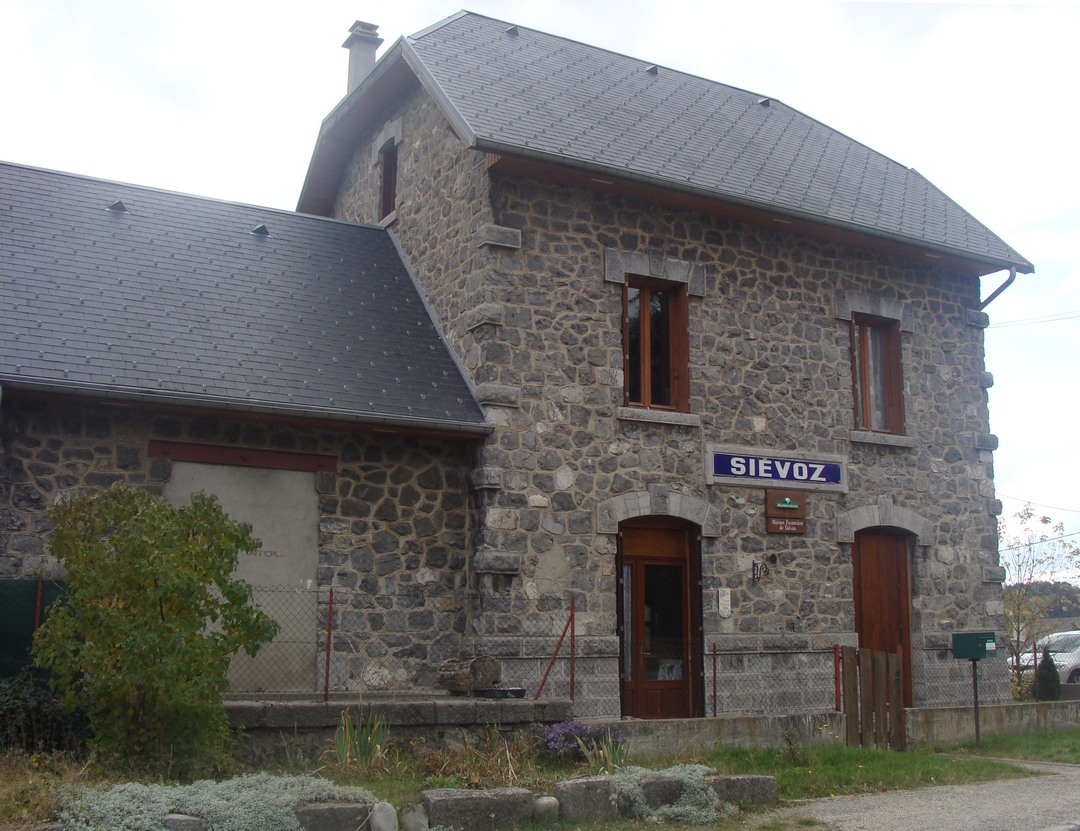
Ehemaliger Bahnhof Siévoz
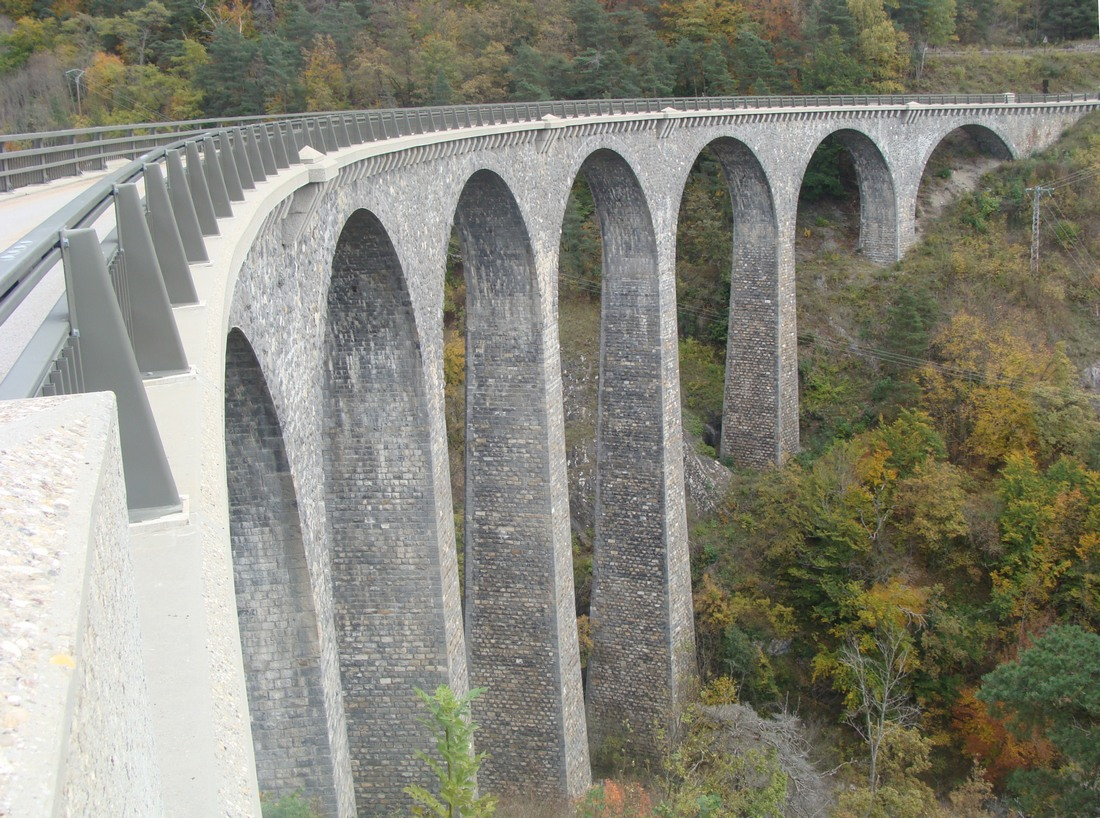
Viaduc de la Bonne
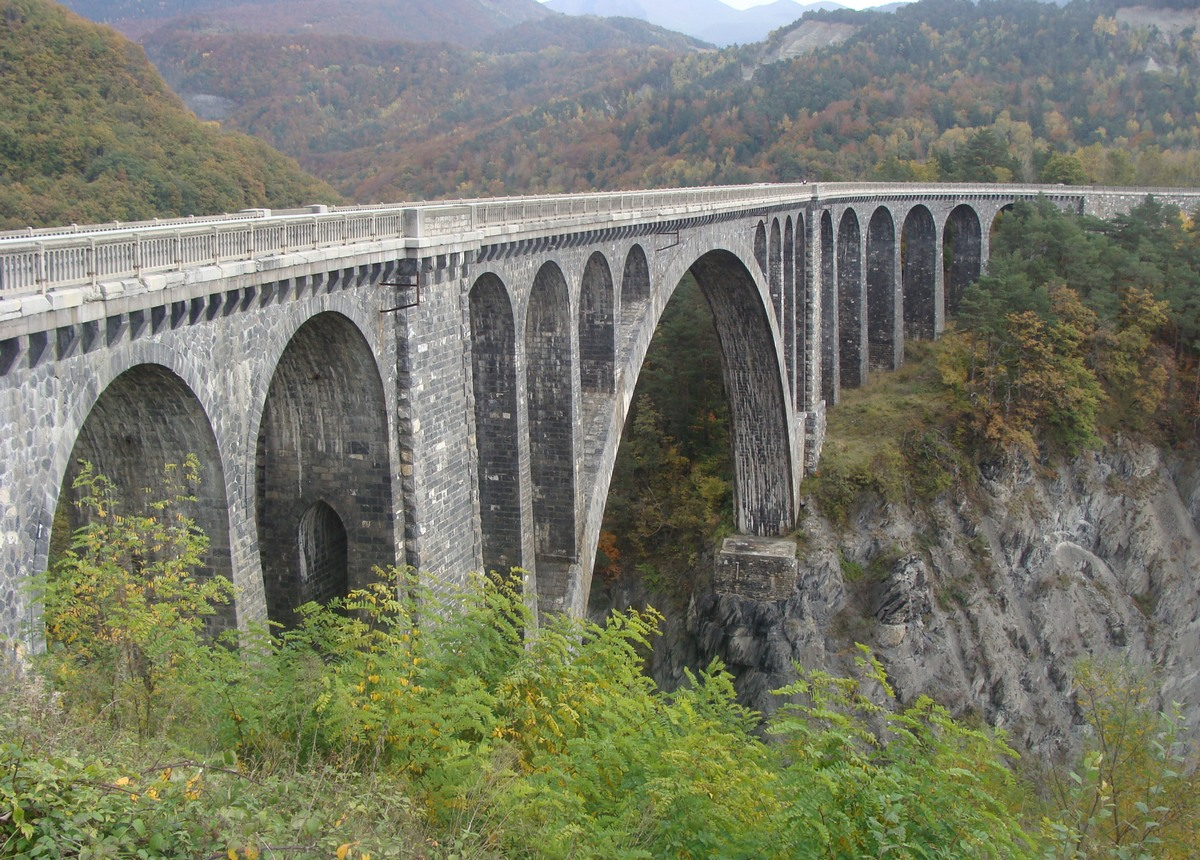
Viaduc de la Roizonne